# 矢祭町
矢祭町（やまつりまち）は、福島県中通りに位置し、東白川郡に属する町。

## 地理
町のほぼ中心に矢祭山があり、矢祭山を回り込みながら久慈川が南北に流れる。西端にある八溝山は南方を茨城県、西を栃木県とする県境の山で、東側の茗荷川流域のみが矢祭町に属する。町の東は阿武隈山地になっており、町の東西は山がちで、久慈川に沿ってJR水郡線や国道118号が走る。
久慈川とその支流沿いに開けた村落であり、道路沿いに田畑や集落が広がる。東館駅周辺に小さな商店が点在する。
2002年には、日本国政府が主導する「平成の大合併」で小規模町村が切り捨てられるとの懸念から、『合併しない宣言』を出して話題になった。
行政上は福島県であるが、県の最南端に位置し、久慈川の中・下流域である茨城県北部（大子町、常陸太田市など）との関係が深い。阿武隈山地を超えた沿岸地域との連絡も、福島県いわき市勿来へは国道289号経由で約55kmとなる一方、茨城県日立市へは茨城県道36号経由で約45kmである。
地形
- 山：矢祭山、八溝山、佳老山
- 川：久慈川、矢祭川、茗荷川、小田川、滝川

### 隣接する自治体
- 福島県
  - 東白川郡棚倉町
  - 東白川郡塙町
- 茨城県
  - 常陸太田市
  - 久慈郡大子町

## 歴史
関ヶ原以前
- 戦国時代には、常陸国北部（現在の茨城県）を本拠地とした佐竹氏の領土であった。この佐竹氏の統治下に付けられた地名として、中心部の「東舘」がある。東舘は、白河の結城氏の力で廃城となったが、その後、佐竹氏が前線拠点や補給線として活用していたものである。舘跡の主要な遺構は視認できなくなっている。[3]

江戸時代
- 関ヶ原合戦で敗れた西軍寄りの中立だった佐竹氏は常陸から出羽国へ国替えとなり（秋田藩）、棚倉藩に入れられた。1729年（享保14年）には棚倉藩領から江戸幕府直轄地（天領）に代わり、1868年（明治元年）の戊辰戦争終結まで塙代官所の統治下に入れられた。

戊辰戦争後
- 1953年（昭和28年） - 国道118号が制定。
- 1930年（昭和5年）4月16日 - 水郡線の常陸大子駅 - 東館駅間が開業。
- 1955年（昭和30年）3月31日 - 豊里村と高城村の一部（茗荷・内川・関岡）が合併して矢祭村が発足。
- 1957年（昭和32年）1月10日 - 塙町の旧・石井村の一部（中石井地区、下石井地区、戸塚地区）が分離され、矢祭村に編入。
- 1963年（昭和38年）1月1日 - 町制施行で矢祭町となる。
- 2001年（平成13年）10月31日 - 市町村合併をしない矢祭町宣言を町議会が可決[2]。

### 行政区域変遷
- 変遷の年表

| 矢祭町町域の変遷（年表） | 矢祭町町域の変遷（年表） | 矢祭町町域の変遷（年表） |
| 年                       | 月日                     | 現矢祭町町域に関連する行政区域変遷 |
| ------------------------ | ------------------------ | --- |
| 1889年（明治22年）       | 4月1日                   | 町村制施行により、以下の村が発足。 - 豊里村 ← 大垬村、上関河内村、下関河内村、小田川村、宝坂村、東舘村、金沢村、山下村、高野村 - 高城村 ← 台宿村、伊香村、植田村、真名畑村、茗荷村、内川村、関岡村 - 石井村 ← 上石井村、中石井村、下石井村、戸塚村 |
| 1955年（昭和30年）       | 3月31日                  | - 豊里村と高城村の一部（茗荷・内川・関岡）が合併して矢祭村が発足。 - 塙笹原町、石井村、高城村の残部（台宿・伊香・植田・真名畑）が合併して塙町が発足。                                                                                              |
| 1957年（昭和32年）       | 1月10日                  | 塙町の旧・石井村の一部（中石井地区、下石井地区、戸塚地区）が分離され、矢祭村に編入。 |
| 1963年（昭和38年）       | 1月1日                   | 矢祭村が町制施行で矢祭町となる。 |

- 変遷表

| 矢祭町町域の変遷表 | 矢祭町町域の変遷表 | 矢祭町町域の変遷表 | 矢祭町町域の変遷表  | 矢祭町町域の変遷表                                      | 矢祭町町域の変遷表  | 矢祭町町域の変遷表 | 矢祭町町域の変遷表 |
| 1868年 以前        | 1868年 以前        | 明治22年 4月1日    | 明治22年 - 昭和19年 | 昭和20年 - 昭和64年                                     | 昭和20年 - 昭和64年 | 平成元年 - 現在    | 現在               |
| ------------------ | ------------------ | ------------------ | ------------------- | ------------------------------------------------------- | ------------------- | ------------------ | ------------------ |
|                    | 大垬村             | 豊里村             | 豊里村              | 昭和30年3月31日 矢祭村                                  | 昭和38年1月1日 町制 | 矢祭町             | 矢祭町             |
|                    | 上関河内村         | 豊里村             | 豊里村              | 昭和30年3月31日 矢祭村                                  | 昭和38年1月1日 町制 | 矢祭町             | 矢祭町             |
|                    | 下関河内村         | 豊里村             | 豊里村              | 昭和30年3月31日 矢祭村                                  | 昭和38年1月1日 町制 | 矢祭町             | 矢祭町             |
|                    | 小田川村           | 豊里村             | 豊里村              | 昭和30年3月31日 矢祭村                                  | 昭和38年1月1日 町制 | 矢祭町             | 矢祭町             |
|                    | 宝坂村             | 豊里村             | 豊里村              | 昭和30年3月31日 矢祭村                                  | 昭和38年1月1日 町制 | 矢祭町             | 矢祭町             |
|                    | 東舘村             | 豊里村             | 豊里村              | 昭和30年3月31日 矢祭村                                  | 昭和38年1月1日 町制 | 矢祭町             | 矢祭町             |
|                    | 金沢村             | 豊里村             | 豊里村              | 昭和30年3月31日 矢祭村                                  | 昭和38年1月1日 町制 | 矢祭町             | 矢祭町             |
|                    | 山下村             | 豊里村             | 豊里村              | 昭和30年3月31日 矢祭村                                  | 昭和38年1月1日 町制 | 矢祭町             | 矢祭町             |
|                    | 高野村             | 豊里村             | 豊里村              | 昭和30年3月31日 矢祭村                                  | 昭和38年1月1日 町制 | 矢祭町             | 矢祭町             |
|                    | 茗荷村             | 高城村の一部       | 高城村の一部        | 昭和30年3月31日 矢祭村                                  | 昭和38年1月1日 町制 | 矢祭町             | 矢祭町             |
|                    | 内川村             | 高城村の一部       | 高城村の一部        | 昭和30年3月31日 矢祭村                                  | 昭和38年1月1日 町制 | 矢祭町             | 矢祭町             |
|                    | 関岡村             | 高城村の一部       | 高城村の一部        | 昭和30年3月31日 矢祭村                                  | 昭和38年1月1日 町制 | 矢祭町             | 矢祭町             |
|                    | 中石井村           | 石井村の一部       | 石井村の一部        | 昭和30年3月31日 塙町の一部 昭和32年1月10日 矢祭村に編入 | 昭和38年1月1日 町制 | 矢祭町             | 矢祭町             |
|                    | 下石井村           | 石井村の一部       | 石井村の一部        | 昭和30年3月31日 塙町の一部 昭和32年1月10日 矢祭村に編入 | 昭和38年1月1日 町制 | 矢祭町             | 矢祭町             |
|                    | 戸塚村             | 石井村の一部       | 石井村の一部        | 昭和30年3月31日 塙町の一部 昭和32年1月10日 矢祭村に編入 | 昭和38年1月1日 町制 | 矢祭町             | 矢祭町             |

## 現在の町勢
- 総人口 - 5,950人（2015年）
- 世帯数 - 1,957世帯（2005年）

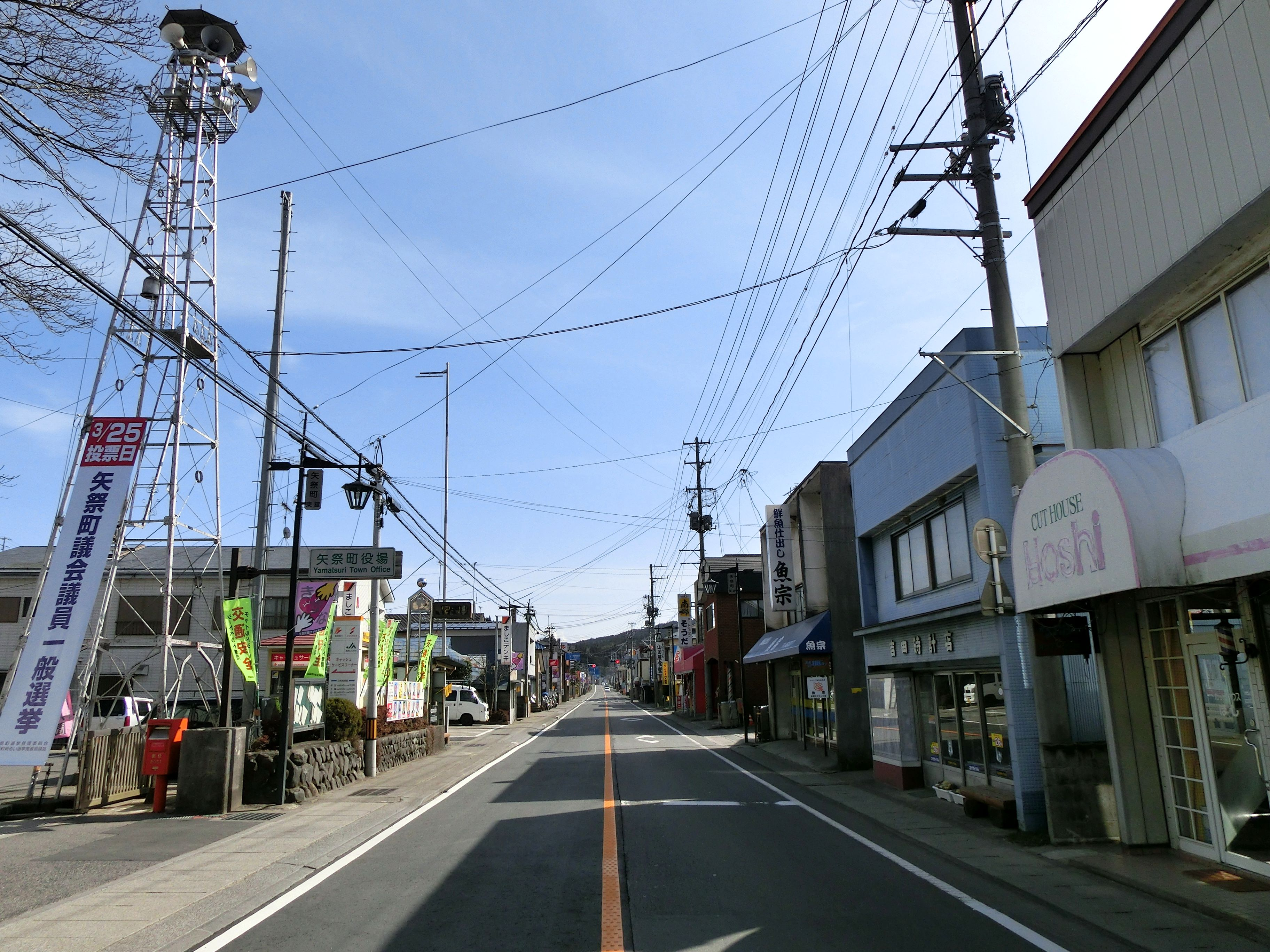
矢祭町中心部

- 年少（15歳未満）人口率 - 13.5%（2005年）
- 高齢（65歳以上）人口率 - 30.7%（2005年）
- 昼間人口 - 6,516人（2000年）
- 労働力人口 - 3,706人（2000年）
- 第1次産業就業者数 - 751人（2000年）
- 第2次産業就業者数 - 1,609人（2000年）
- 第3次産業就業者数 - 1,239人（2000年）
- 農業産出額 - 1,980百万円（2004年）
- 製造品出荷額等 - 45,759百万円（2004年）
- 商業年間商品販売額 - 3,915百万円（2003年）

出典
1. 総務省統計局『統計で見る市区町村のすがた2007』2007年

### 人口
| 矢祭町（に相当する地域）の人口の推移 \| 1970年（昭和45年） \| 9,211人 \| \| \| 1975年（昭和50年） \| 8,540人 \| \| \| 1980年（昭和55年） \| 8,074人 \| \| \| 1985年（昭和60年） \| 7,918人 \| \| \| 1990年（平成2年） \| 7,596人 \| \| \| 1995年（平成7年） \| 7,409人 \| \| \| 2000年（平成12年） \| 7,062人 \| \| \| 2005年（平成17年） \| 6,740人 \| \| \| 2010年（平成22年） \| 6,348人 \| \| \| 2015年（平成27年） \| 5,950人 \| \| \| 2020年（令和2年） \| 5,392人 \| \| |         |  |
| 総務省統計局 国勢調査より |         |  |
| 1970年（昭和45年） | 9,211人 |  |
| 1975年（昭和50年） | 8,540人 |  |
| 1980年（昭和55年） | 8,074人 |  |
| 1985年（昭和60年） | 7,918人 |  |
| 1990年（平成2年） | 7,596人 |  |
| 1995年（平成7年） | 7,409人 |  |
| 2000年（平成12年） | 7,062人 |  |
| 2005年（平成17年） | 6,740人 |  |
| 2010年（平成22年） | 6,348人 |  |
| 2015年（平成27年） | 5,950人 |  |
| 2020年（令和2年） | 5,392人 |  |

## 行政

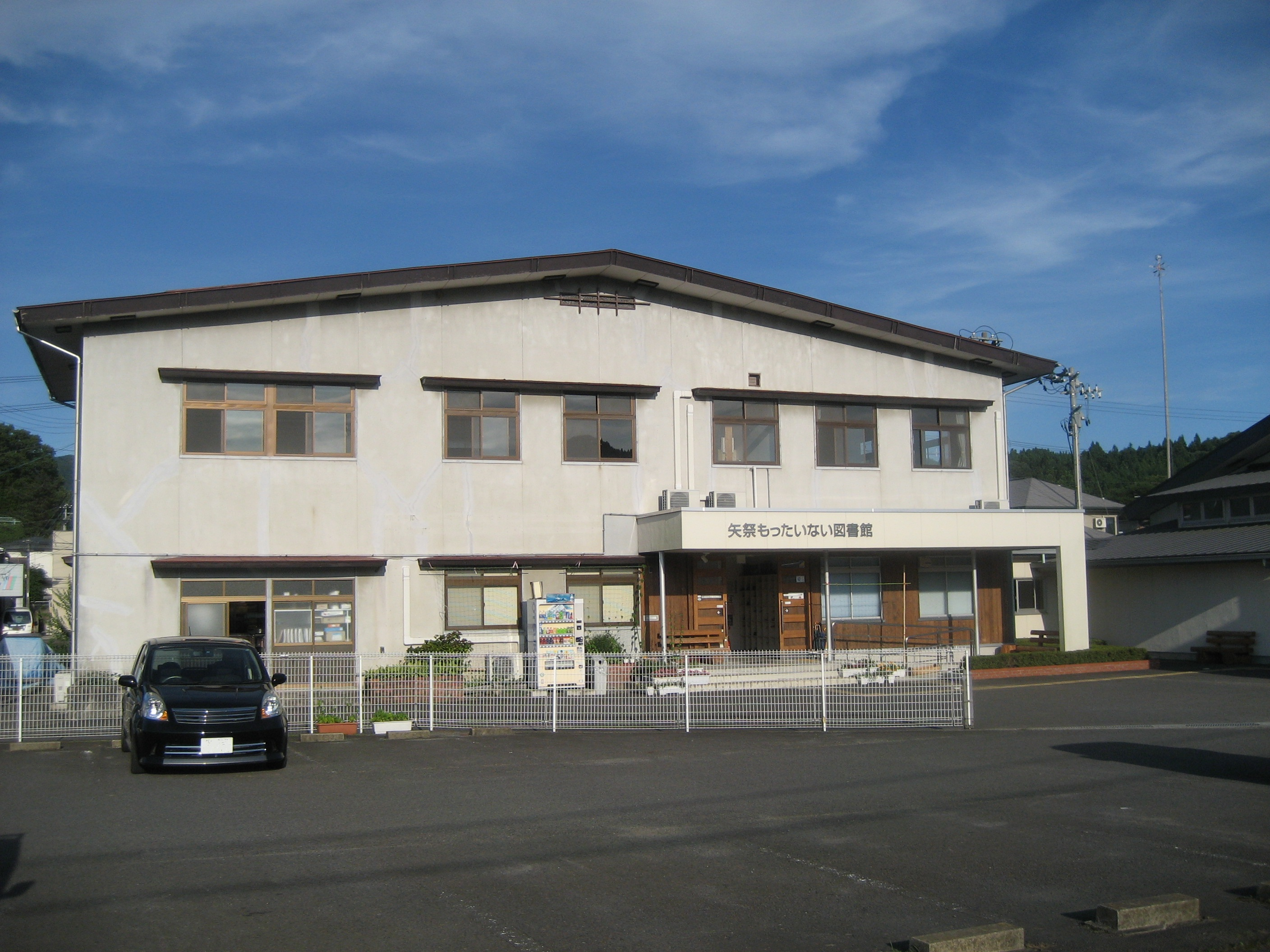
矢祭もったいない図書館

- 町長：佐川正一郎 (2019年4月30日 - )

前町議会議員で2019年4月21日、対立候補と45票差で当選。
- 前町長：古張允 (2007年4月17日 - 2019年4月29日

前副町長で2007年4月17日、無投票当選。前々町長の方針を継いだ。
- 前々町長：根本良一（1983年4月 - 2007年4月17日。6期24年）

いわゆる「昭和の大合併」で「血の雨が降る」と言われる程の犠牲を出した歴史と、合併によって山村が見捨てられるとの懸念から「平成の大合併」に反対して、他の市町村に先駆けて合併を行わない事を宣言していた（合併しない宣言）。以降は後述のように独自に歳出削減を行い、節約した費用は財政的な自立と、結婚・育児支援に充てており、合計特殊出生率は全国平均を上回っていた。こうした地方自治体自立の試みで全国的に有名となった。
町長を6期24年という長期間にわたって務め、全国の顔となった。2024年没。
過去の職員・人件費削減
- 職員採用停止（2003-2009年）、嘱託職員削減（2008年まで）、収入役の廃止。
- 議会定数削減（18人から10人へ、2002年9月）
- 町重要職・議員報酬削減（職員の人数は減らしたが、給与削減は行わず。）

開庁時間
役場窓口業務にフレックスタイム導入。年中無休。平日は8:30 - 18:45。休日は9:00 - 15:00。
保育所・幼稚園の一元化
保育時間は平日・土曜日7:30 - 18:45。
住民基本台帳ネットワークシステム
2002年（平成14年）7月、全国で最初に離脱を宣言。行政機関の保有する個人情報の保護に関する法律がなく個人情報保護の観点と、住民基本台帳カード利用者が年間10人足らずで、自治事務でコンピュータシステム維持費用が高額で費用対効果が見えなかったことから。同じく離脱していた東京都国立市が再接続した2012年（平成24年）2月以降は、唯一の不参加自治体となっていたが、古張允町長は「行政手続における特定の個人を識別するための番号の利用等に関する法律」の成立を条件に接続する考えを表明。個人番号や個人番号カードが法定受託事務となり、住基ネット接続が不可避となったため、2015年（平成27年）3月30日に接続した。
町議会が議員報酬を月額制から日当制に変更。
月額20万8000円を廃止し、議会に1回出席するごとに日当制の3万円とし、ボーナスに当たる期末手当も廃止。2008年（平成20年）3月31日以降の議会から導入。試算では町議会の人件費が3分の1以下になる。この「議員日当制」は、全国の地方議会で初めての取り組み。その後、2024年度から元の月額制に戻す。
その他
2006年には図書館（矢祭もったいない図書館）設立のため蔵書の寄贈を一般に募り、約1年で全国から約43万5000冊の寄贈を受けた（収納容量に到達したため図書の募集は終了した）。建屋は古い武道館を改修した。
介護保険料は福島県で最も安い。

## 姉妹都市・友好都市
- ロックデイル市（オーストラリアニューサウスウェールズ州）

## 学校

### 中学校
- 矢祭町立矢祭中学校

### 小学校
- 矢祭町立矢祭小学校

2016年4月1日より町内5つの小学校を統合し、旧東舘小学校の敷地に開校された。

#### 廃止された小学校
いずれも2016年3月31日閉校。
- 矢祭町立内川小学校
- 矢祭町立関岡小学校
- 矢祭町立東舘小学校
- 矢祭町立下関河内小学校
- 矢祭町立石井小学校

## 交通
主要地への距離
- （北）福島県内の棚倉町まで20km、白河市まで43km、郡山市まで68km。
- （南）茨城県の常陸太田市まで44km、水戸市まで68km。

### 鉄道
- 中心となる駅：東館駅

東日本旅客鉄道（JR東日本）

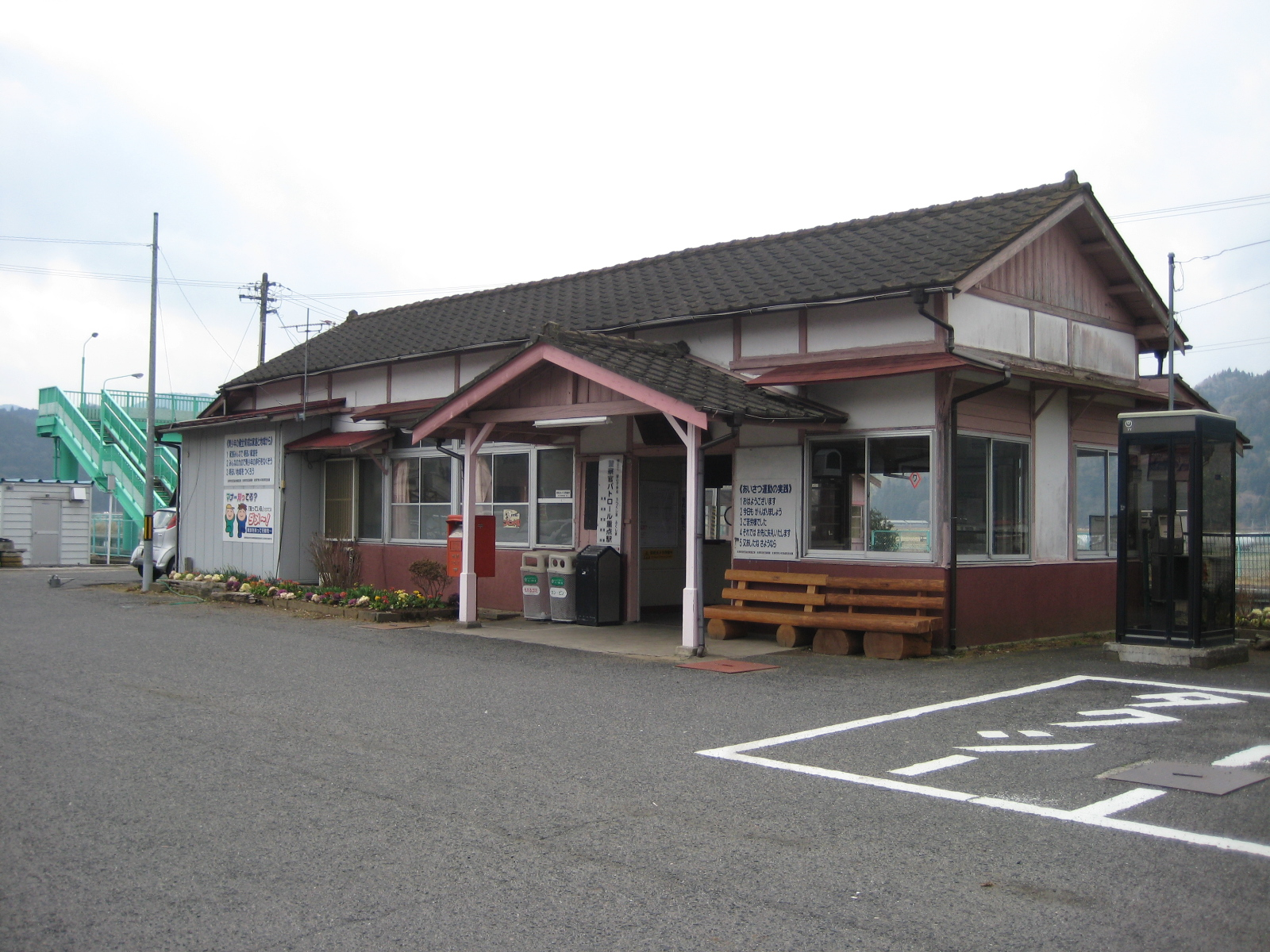
東館駅

- 水郡線：矢祭山駅 - 東館駅 - 南石井駅 - 磐城石井駅

### 路線バス
- 福島交通

### 道路
- 一般国道
  - 国道118号
  - 国道349号
- 一般県道
  - 福島県道173号東館停車場線
  - 福島県道174号磐城石井停車場線
  - 福島県道195号下関河内小生瀬線
  - 福島県道196号石井大子線
  - 福島県道230号矢祭山八槻線
- 自転車道
  - 福島県道379号矢祭棚倉自転車道線

### 空港
- 福島空港：玉川村と須賀川市に跨って立地。

## 出身者
- 根本良一（元矢祭町長）
- あばれる君（お笑い芸人）

## 観光スポット、特産品など[3]
- 奥久慈県立自然公園矢祭山
- 滝川渓谷遊歩道
- 戸津辺の桜（エドヒガン、県指定天然記念物）
- 久慈川の鮎
- 八溝山麓の柚子
- あゆのつり橋